# Гербштедт
Гербштедт (нім. Gerbstedt) — місто в Німеччині, розташоване в землі Саксонія-Ангальт. Входить до складу району Мансфельд-Зюдгарц.
Площа — 102,28 км2. Населення становить 6881 ос. (станом на 31 грудня 2021).